# كتيب الأطباء المقيمين
كتيب الأطباء المقيمين (بالكورية: 언젠가는 슬기로울 전공의생활)؛ هو مسلسل تلفزيوني كوري جنوبي، من بطولة جو يون-جونغ، شين سي-آه، هان يي جي، كانغ يو سيوك، جونغ جون-وون. وهو جزء ف فرعي من مسلسل قائمة تشغيل المستشفى 2020-2021، يصور حياة وصداقة بين أساتذة وأطباء المستشفيات الجامعية. عرض على قناة تي في إن في 12 ابريل الى 18 مايو 2025، بث فترة السبت والأحد الساعة 9:10 بتوقيت (KST).

## القصة
تدور أحداث المسلسل في فرع جونغ-هو بمركز يول-جي الطبي، ويتتبع حياة المستشفى والصداقات المضطربة لأطباء التوليد وأمراض النساء الشباب الذين يدخلون بفخر القسم الذي لا يحظى بشعبية في عصر انخفاض معدلات المواليد.

## طاقم

### رئيسي
- جو يون-جونغ: مقيمة في قسم أمراض النساء والتوليد في السنة الأولى[1]
- شين سي-آه: كطبيبة مقيمة في قسم طب وأمراض النساء والتوليد في السنة الأولى[7]
- هان يي-جي في دور كيم سا-بي
- كانغ يو سيوك: مقيم في قسم أمراض النساء والتوليد في السنة الأولى[8]
- جونغ جون-وون كطبيب في نفس القسم[9]

### داعم
- لي بونغ-ريون استاذة في أمراض النساء والتوليد[10]
- لي تشانغ هون في دور ريو جاي هوي: استاذة أمراض النساء والتوليد في فرع جونغنو في مركز يولجي الطبي.[11]
- سون جي يون، أستاذة في أمراض النساء والتوليد[12]
- جيونج سون وون[13]
- لي هيون كيون، أستاذة في أمراض النساء والتوليد.[14]
- سيو يي سيو في دور بارك جون سيوك: : طبيب مقيم في قسم الطوارئ في السنة الرابعة.[15]

## المشاهدات
| الموسم | الموسم | رقم الحلقة | رقم الحلقة | رقم الحلقة | رقم الحلقة | رقم الحلقة | رقم الحلقة | رقم الحلقة | رقم الحلقة | رقم الحلقة | رقم الحلقة | رقم الحلقة | رقم الحلقة | المتوسط |
| الموسم | الموسم | 1          | 2          | 3          | 4          | 5          | 6          | 7          | 8          | 9          | 10         | 11         | 12         | المتوسط |
| ------ | ------ | ---------- | ---------- | ---------- | ---------- | ---------- | ---------- | ---------- | ---------- | ---------- | ---------- | ---------- | ---------- | ------- |
|        | 1      | 1.094      | 1.065      | 1.261      | 1.396      | 1.277      | 1.540      | 1.423      | 1.682      | 1.674      | 2.089      | 1.812      | 2.152      | 1.538   |

| الحلقة                                                                                       | تاريخ البث    | تقييمات (نيلسن كوريا) | تقييمات (نيلسن كوريا) |
| الحلقة                                                                                       | تاريخ البث    | على الصعيد الوطني     | سيئول                 |
| -------------------------------------------------------------------------------------------- | ------------- | --------------------- | --------------------- |
| 1                                                                                            | 12 أبريل 2025 | 3.680%                | 4.365%                |
| 2                                                                                            | 13 أبريل 2025 | 3.986%                | 4.477%                |
| 3                                                                                            | 19 أبريل 2025 | 4.475%                | 5.065%                |
| 4                                                                                            | 20 أبريل 2025 | 5.135%                | 5.761%                |
| 5                                                                                            | 26 أبريل 2025 | 4.821%                | 6.069%                |
| 6                                                                                            | 27 ابريل 2025 | 5.531%                | 5.876%                |
| 7                                                                                            | 3 مايو 2025   | 5.310%                | 5.979%                |
| 8                                                                                            | 4 مايو 2025   | 5.972%                | 6.389%                |
| 9                                                                                            | 10 مايو 2025  | 6.214%                | 7.103%                |
| 10                                                                                           | 11 مايو 2025  | 7.491%                | 8.450%                |
| 11                                                                                           | 17 مايو 2025  | 6.627%                | 7.620%                |
| 12                                                                                           | 18 مايو 2025  | 8.142%                | 8.630%                |
| متوسط                                                                                        | متوسط         | 5.615%                | 6.315%                |
| - في الجدول أعلاه، تمثل الأرقام الزرقاء أدنى التقييمات وتمثل الأرقام الحمراء أعلى التقييمات. |               |                       |                       |

## الإنتاج

### ينتج
المسلسل هو جزء فرعي من سلسلة قائمة تشغيل المستشفى (2020-21)، تم اعداد المسلسل في استوديوهات سي جي إي إن إم من قبل المنتج شين ون-هو والكاتب لي وو-جونغ، اللذان انتجى سلسلة قائمة تشغيل المستشفى وثلاثية مسلسل ريبلاي، وستكتبه كيم سونغ هي واخراجه لي مين-سو.

### الاصدار
في فبراير 2024، استقال العديد من الأطباء والمقيمين والمتدربين وأوقفوا دراستهم احتجاجًا على اقتراح الحكومة الكورية الجنوبية بزيادة الالتحاق بكلية الطب بمقدار 2000 طالب سنويًا اعتبارًا من عام 2025، وتحديد الحصة عند 5058 طالبًا. بسبب هذا الإضراب الطبي عان المسلسل منه. أعلنت قناة تي في إن أنه اعتمادًا على الوضع الحالي، قد يتم تأجيل موعد البث. في مارس 2024، تم الإعلان عن تأجيل المسلسل إلى النصف الثاني من عام 2024، مع عدم تحديد التاريخ الدقيق بعد. في سبتمبر 2024، نظرًا لتأجيل المسلسل عدة مرات، تقرر إلغاؤه هذا العام حتى إشعار آخر. في 23 يناير 2025، تم تأكيد عرضه فترة السبت والاحد في 12 أبريل 2025.

## روابط خارجية
- الموقع الرسمي
 (بالكورية)
- كتيب الأطباء المقيمين على موقع IMDb (الإنجليزية)
- كتيب الأطباء المقيمين على موقع روتن توميتوز (الإنجليزية)
- كتيب الأطباء المقيمين على موقع نتفليكس (الإنجليزية)
- كتيب الأطباء المقيمين على موقع فيلمافينيتي (الإسبانية)
- كتيب الأطباء المقيمين على موقع قاعدة بيانات الفيلم (الإنجليزية)
- كتيب الأطباء المقيمين على هانسينما